# Altica liebecki
Altica liebecki är en skalbaggsart som beskrevs av Schaeffer 1924. Altica liebecki ingår i släktet Altica och familjen bladbaggar. Inga underarter finns listade i Catalogue of Life.